# Domninos von Larisa
Domninos von Larisa (altgriechisch Δομνῖνος, auch Domninos von Larissa; * Anfang des 5. Jahrhunderts) war ein spätantiker griechischer Philosoph und Mathematiker aus Syrien. Er gehörte der neuplatonischen Richtung an und erhielt seine Ausbildung an der neuplatonischen Philosophenschule in Athen. Später lebte und lehrte er in seiner syrischen Heimat.

## Leben
Über das Leben des Domninos ist wenig bekannt. Der Neuplatoniker Damaskios berichtet, dass er Syrer war und „aus Laodikeia und Larisa, einer Polis Syriens“ stammte. Wie die doppelte Angabe der Heimatstadt gemeint ist, ist unklar und umstritten. Im griechischsprachigen Osten des Römischen Reichs kamen die Städtenamen Laodikeia und Larisa (Larissa) mehrfach vor, doch ist keine Stadt bekannt, die beide Namen trug. Verschiedene Erklärungsversuche sind vorgebracht worden:
- Sein Vater stammte aus der einen Stadt, seine Mutter aus der anderen.
- Seine Heimatstadt war Larisa, aber später hatte er seinen ständigen Wohnsitz in Laodikeia.
- Larisa war eine Vorstadt von Laodikeia.
- Laodikeia hieß ursprünglich Larisa.

Nach einer von Damaskios überlieferten Anekdote litt Domninos an einer chronischen Krankheit, wegen der er oft Blut spuckte; Asklepios, der Gott der Heilkunst, riet ihm, viel Schweinefleisch zu essen. Diesen Rat habe Domninos befolgt und sei geheilt worden; er habe aber fortan, um Rückfälle zu vermeiden, jeden Tag Schweinefleisch verzehren müssen. Damit habe er sich über den syrischen Brauch, der diese Nahrung untersagte, hinweggesetzt. Der griechische Philosoph Plutarch von Athen hingegen, dem Asklepios dasselbe Heilmittel empfohlen hatte, habe sich nicht dazu durchringen können, obwohl ihm keine traditionelle Ernährungsregel solche Nahrung verbot. Er habe den Gott um einen alternativen Vorschlag gebeten, wobei er argumentierte, es müsse doch auch für kranke Juden eine Lösung geben. Daraus ist in der Forschung gefolgert worden, dass Domninos Jude war. Dieser Schluss ist jedoch nicht zwingend, denn die Enthaltung von Schweinefleisch wurde nicht nur von Juden, sondern auch von anderen Völkern im Osten des Reichs praktiziert; zudem spricht der ausdrückliche Hinweis auf einen syrischen Brauch gegen diese Hypothese.
In Athen trat Domninos in die dortige neuplatonische Philosophenschule ein, als sie noch von ihrem um 432 gestorbenen Gründer Plutarch von Athen geleitet wurde. Plutarch stellte seine Lehrtätigkeit schon einige Zeit vor seinem Tod weitgehend ein. Daraus lässt sich folgern, dass Domninos’ Geburt ins erste Jahrzehnt des 5. Jahrhunderts fallen dürfte. Zu seinen Mitschülern gehörte der später berühmte, offenbar etwas jüngere Philosoph Proklos (412–485). Domninos wurde ebenso wie Proklos ein Schüler des Syrianos, der als Nachfolger Plutarchs das Amt des Scholarchen (Schulleiters) übernahm. Eine Überlieferung, der zufolge Domninos später selbst Scholarch wurde, gilt nach heutigem Forschungsstand als unglaubwürdig, doch gehörte er offenbar zu den herausragenden Angehörigen der Schule.
In seiner letzten Lebensphase lebte Domninos zurückgezogen in Laodikeia. Wie Damaskios mitteilt, erreichte er ein hohes Alter.

## Werke
Von den Werken des Domninos sind nur zwei erhalten geblieben, sein Handbuch zur Einführung in die Arithmetik (Encheirídion arithmētikḗs eisagōgḗs) und eine kurze Darlegung Wie man ein mathematisches Verhältnis aus einem anderen gewinnt. Am Schluss des Handbuchs kündigt er an, er werde verschiedene dort übergangene Themen in einer weiteren Schrift mit dem Titel Elementarlehre der Arithmetik (arithmētikḗ stoicheíōsis) erörtern; ob er diese Absicht verwirklicht hat, ist unbekannt.
Domninos verfasste einen Kommentar zu den Sophistischen Widerlegungen des Aristoteles. Von diesem Werk existierte noch im 17. Jahrhundert eine – offenbar unvollständig erhaltene oder nur einen Auszug enthaltende – Handschrift, die 1671 verbrannte, als in der Bibliothek von El Escorial ein Feuer ausbrach. Ferner scheint er auch ein naturphilosophisches Werk geschrieben zu haben, denn Proklos erwähnt, dass er eine Stelle in Platons Dialog Timaios auslegte.

## Lehre und Rezeption
Domninos stand anscheinend der spekulativen und metaphysischen Ausrichtung der meisten spätantiken Neuplatoniker fern und dachte eher naturwissenschaftlich; so versuchte er den in Platons Timaios erörterten und als Naturkatastrophe gedeuteten Weltbrand des Phaethon-Mythos physikalisch zu erklären. Auch in der Philosophie der Mathematik gehörte er nicht zu der metaphysisch orientierten Strömung des Neupythagoreismus, deren Einfluss bei den Neuplatonikern dominierte, sondern knüpfte an die Tradition Euklids an. Damaskios urteilte, Domninos sei zwar ein guter Mathematiker, aber ein oberflächlicher Philosoph gewesen; er habe viele Lehren Platons durch Vermischung mit seinen eigenen Ansichten verfälscht. Nach Damaskios’ Bericht schrieb Proklos eine Abhandlung „zur Reinigung der Lehren Platons“, in der er die Verfälschungen aufzeigte und Domninos zur Rechenschaft zog. Auch in seiner Lebensführung habe Domninos nicht das Verhalten an den Tag gelegt, das man von einem Philosophen erwartete.
Im Mittelalter und in der Frühen Neuzeit war das Handbuch zur Einführung in die Arithmetik unbekannt; es wurde erstmals 1832 in Paris gedruckt (kritische Ausgabe von Jean François Boissonade).

## Textausgaben und Übersetzungen
- Peter Riedlberger (Hrsg.): Domninus of Larissa: Encheiridion and spurious works (= Mathematica Graeca Antiqua, Bd. 2). Fabrizio Serra, Pisa/Rom 2013, ISBN 978-88-6227-567-5 (kritische Ausgabe mit englischer Übersetzung und Kommentar).
- Francesco Romano (Hrsg.): Domnino di Larissa. La svolta impossibile della filosofia matematica neoplatonica. Manuale di introduzione all’aritmetica. Cooperativa Universitaria Editrice Catanese di Magistero, Catania 2000 (kritische Ausgabe des Handbuchs zur Einführung in die Arithmetik mit italienischer Übersetzung).